# Lycenchelys verrillii
Lycenchelys verrillii is een straalvinnige vissensoort uit de familie van puitalen (Zoarcidae). De wetenschappelijke naam van de soort is voor het eerst geldig gepubliceerd in 1877 door George Brown Goode en Tarleton Hoffman Bean.